# Angelo Bellani

Altra ricaduta del propagatore, 1826 (Fondazione Mansutti, Milano).

Angelo Bellani (Monza, 31 ottobre 1776 – Milano, 28 agosto 1852) è stato un fisico italiano. Fu il primo in Italia a studiare la costruzione del termometro a mercurio e a fondarne la relativa industria.

## Biografia
Nato a Monza durante la dominazione asburgica, frequentò gli studi di Belle lettere presso il collegio di Merate per poi dedicarsi agli studi di Filosofia presso il collegio di Monza. Successivamente, volendo assecondare la propria vocazione per la carriera ecclesiastica, passò al Seminario di Milano per compiere gli studi teologici. Fu quindi ordinato sacerdote a 24 anni, ma a causa della gracilità e della salute malferma che gli impedivano di esercitare il sacerdozio, si dedicò allo studio della Fisica. Essendogli vietata l'attività sacerdotale si dedicò alle opere caritatevoli a favore dei più poveri: mortogli il padre destinò in forma anonima l'intero patrimonio ai bisognosi e, per guadagnarsi da vivere, si rivolse ai suoi studi fisici. Nella professione Bellani mostrava un carattere impetuoso che lo portava, soprattutto nelle dispute scientifiche e letterarie, a replicare con acrimonia e, in ogni cosa scritta sul suo conto o su quanto da lui scoperto e trattato, vedeva l'azione di un nemico contro cui combattere per l'amore di verità.

## Opera scientifica
Bellani fu studioso della fisica sperimentale, con particolare riguardo alla materia del calore o dei fenomeni termici che, nell'Ottocento, ebbe particolare attenzione da parte del mondo scientifico.
Fu l'inventore di nuove tipologie di aerometri e fu il primo ad utilizzare il termometrografo per gli studi di precisione in meteorologia, utili nell'applicazione dell'agricoltura. Studiò a fondo, primo in Italia, il funzionamento del termometro a mercurio di cui creò la prima industria italiana produttrice.
La sua attività scientifica fu molto varia. In particolare è ricordato per l'opposizione alla teoria di Alessandro Volta sulla formazione della grandine. Nella sua Difesa della lettera supposta del sig. conte Volta, Bellani sostiene che il calore dei raggi solari aumenta la temperatura della massa totale delle nuvole, così che la superficie esterna evapora più in fretta, ma non determina la prima congelazione della nuvola, al contrario di quanto affermato da Volta. Per dimostrare la propria tesi, Bellani fece congelare due termometri, di cui uno al sole e uno all'ombra, evidenziando come il secondo congelasse più in fretta. La verifica empirica di questa tesi è che le grandinate avvengano con più frequenza nelle ore notturne.
Bellani inoltre sosteneva l'inutilità dei paragrandini, all'interno del volume Il propagatore dei paragrandini, in cui criticava le tesi di Paolo Beltrami. Insieme a lui altri celebri scienziati contemporanei sostenevano l'inutilità dei sistemi di prevenzione contro fulmini e grandine, tra i quali vi erano Gaetano Melandri Contessi, Giuseppe Demongeri, Alexandre Lapostolle, Le Normand, Giovanni Majocchi, Pietro Molossi, Francesco Orioli, Charles Richardot, Antonio Scaramelli e Charles Tholard. Gli studi in materia servirono alle compagnie di assicurazione per valutare il rischio da coprire.
Fu membro della prestigiosa Accademia dei Filergiti di Forlì.

## Opere
- Difesa della lettera supposta del sig. conte Volta, Milano, Manini, 1823.
- Il propagatore dei paragrandini, Milano, Manini, 1824.
- Altra ricaduta del propagatore, Milano, Manini, 1826.
- Del modo di rendere le osservazioni meteorologiche più proficue all'agricoltura, Milano, presso la Società degli Editori degli Annali Universali delle Scienze e dell'Industria, 1835.